# Johannes Rösing (Diplomat)
Johannes Rösing (* 5. Mai 1833 in Bremen; † 8. April 1909 in Berlin) war ein deutscher Rechtsanwalt, Redakteur und Diplomat.

## Biografie

### Familie
Johannes IV. Rösing war Sohn des Textil- und Bankkaufmanns sowie Politikers Johannes Rösing (1793–1862). In der Bremischen Bürgerschaft vertrat Johannes III. Rösing radikaldemokratische Ideen, so dass sich die Familie im Jahr 1842 nach Paris begab, um weiteren politisch begründeten Schikanen in Bremen zu entgehen. Zwei Jahre später kehrte die Familie zurück.
Im Jahr 1864 heiratete er Clara von Ammon (1843–1931) in Köln, die Tochter des Juristen und Parlamentariers Friedrich Ferdinand von Ammon und dessen Ehefrau Clara Delius (1811–1879), Tochter des Regierungspräsidenten Daniel Heinrich Delius. Das Paar hatte neun Kinder. Ein Sohn war der spätere Vizeadmiral der Reichsmarine Bernhard Rösing, ein weiterer der Heeresoffizier und Kommunalpolitiker Fritz Rösing.

### Jugend und Studium
Johannes IV. Rösing besuchte zunächst das dortige Gymnasium, wechselte die Schule nochmals und legte 1852 am Ratsgymnasium Osnabrück die Reifeprüfung ab. Anschließend studierte er Rechtswissenschaften an der Universität Heidelberg, der Humboldt-Universität zu Berlin und der Universität Göttingen. In Göttingen trat er der Burschenschaft Hannovera bei, der er lebenslang verbunden blieb. In Heidelberg entwickelte sich ebenfalls eine lebenslange Freundschaft mit Magnus von Wedderkop. Nach Promotion zum Dr. jur. und Staatsexamen ließ er sich 1856 als Rechtsanwalt in Bremen nieder. Zugleich arbeitete er an der liberalen Weser-Zeitung mit.

### Beruf
1861 trat er in den diplomatischen Dienst der Freien Hansestadt Bremen ein und wurde als Attaché der Bremischen Gesandtschaft in Washington (D.C.) diplomatischer Geschäftsträger der Hansestädte. Im Frühjahr 1863 vertrat er die drei norddeutschen Hansestädte auf der 1. Weltpostkonferenz in Paris.
Alsbald wurde er Geschäftsträger der Hanseatischen Gesandtschaft in Washington (D.C.) und bemühte sich um den Ausbau der Handelsbeziehungen zwischen den USA und den deutschen Hansestädten. 1868 wurde er zum Generalkonsul des Norddeutschen Bundes und 1871 des Deutschen Reichs in New York ernannt. 1874 trat er unter Beförderung zum Geheimen Oberregierungsrat als Vortragender Rat in das Reichskanzleramt ein und war einer der wenigen Beamten in dieser Funktion, der nicht aus dem preußischen Dienst kam. Nach Errichtung des Reichsamtes des Innern 1880 und Verlagerung von Aufgaben aus dem Reichskanzleramt in die neue Behörde wurde Rösing zur Zentralabteilung dieses Amtes versetzt, behielt aber einen wesentlichen Teil seiner bisherigen Aufgaben. Hierzu gehörte auch das Aushandeln von Freundschafts-, Handels-, Schifffahrts- und Konsularverträgen zwischen dem Deutschen Reich und ausländischen Staaten (vgl. z. B. das Abkommen mit dem Königreich der Hawaiischen Inseln aus dem Jahre 1879, RGBl. 1880, S. 121). Zugleich war er von 1877 bis 1897 Vorsitzender der Technischen Kommission für Seeschifffahrt.
1892 ernannte ihn Kaiser Wilhelm II. auf Lebenszeit zum Vorsitzenden des Reichsinvalidenfonds. Diese Behörde war auch zuständig für die Verwaltung des Fonds zur Errichtung des Reichstagsgebäudes. Johannes Rösing, längst zum Wirklichen Geheimen Oberregierungsrat mit dem Range eines Rates 1. Klasse befördert, trat 1903 auf eigenen Antrag in den Ruhestand.

### Weitere Mitgliedschaften
Er war Vorstandsmitglied des Centralvereins für das Wohl der arbeitenden Klassen sowie Vorsitzender des Vereins für Kinderheilstätten an den deutschen Seeküsten und des Bezirksvereins Berlin der Deutschen Gesellschaft zur Rettung Schiffbrüchiger (DGzRS).

## Ehrungen und Auszeichnungen
Vor Verleihung des Roten Adlerordens wurde ihm der Schwarze Adlerorden angeboten, mit dem der erbliche Adel verbunden war, als ein "von" auch für seine Kinder. Das lehnte er ab mit der Begründung, dass seine Kinder selbst etwas aus sich machen sollten.
- Preußischer Roter Adlerorden 2. Klasse mit Eichenlaub
- Orden des Königreiches Württemberg
- Orden der Großherzogtümer Baden und Hessen
- Kalakaua-Orden 2. Klasse des Königreiches der Hawaiischen Inseln
- Benennung eines stählernen Motorrettungsbootes der DGzRS auf den Namen „DR. JOHANNES RÖSING“, das von 1933 bis 1943 in Bremerhaven[4] und danach bis 1949 in Travemünde[5] eingesetzt wurde.

## Veröffentlichungen
- Lebenserinnerungen, seinen Kindern und Enkeln erzählt, Berlin 1903. Neu transkribiert und herausgegeben von Dr Jürgen Sanders, Brüssel. Books on Demand, Norderstedt 2013.